# Museet över andra världskriget
Museet över andra världskriget, polska: Muzeum II Wojny Światowej, är ett statligt krigshistoriskt museum i Gdańsk i Polen, som öppnade 2017.

## Historik
Museiprojektet startades i september 2008 av det polske kulturministeriet. Arkitekttävlingen vanns av arkitektbyrån Kwadrat i Gdynia. Museet ligger vid Wałowa Street nära den historiska byggnaden för Polska postkontoret i Danzig. Det ligger också nära floden Motława.
Byggnaden är på 23 000 kvadratmeter och har tre delar, som representerar sambandet mellan det förflutna, nutiden och framtiden. Den mest framträdande byggnadskroppen är ett 40 meter högt lutande torn, vilket inrymmer bibliotek, läs- och konferensrum samt restaurang och kafé.

## Kontroverser
Inom regeringspartiet, Lag och rättvisa, som fick egen majoritet 2015, har under flera år uttryckts missnöje med museets planerade inriktning, vilken inte ansetts ha tillräcklig inriktning på just Polen. I april 2017 bytte regeringen efter en rättsprocess ut den tidigare chefen, historieprofessorn Pawel Machcewicz mot historikern Karol Nawrocki.

## Fotogalleri

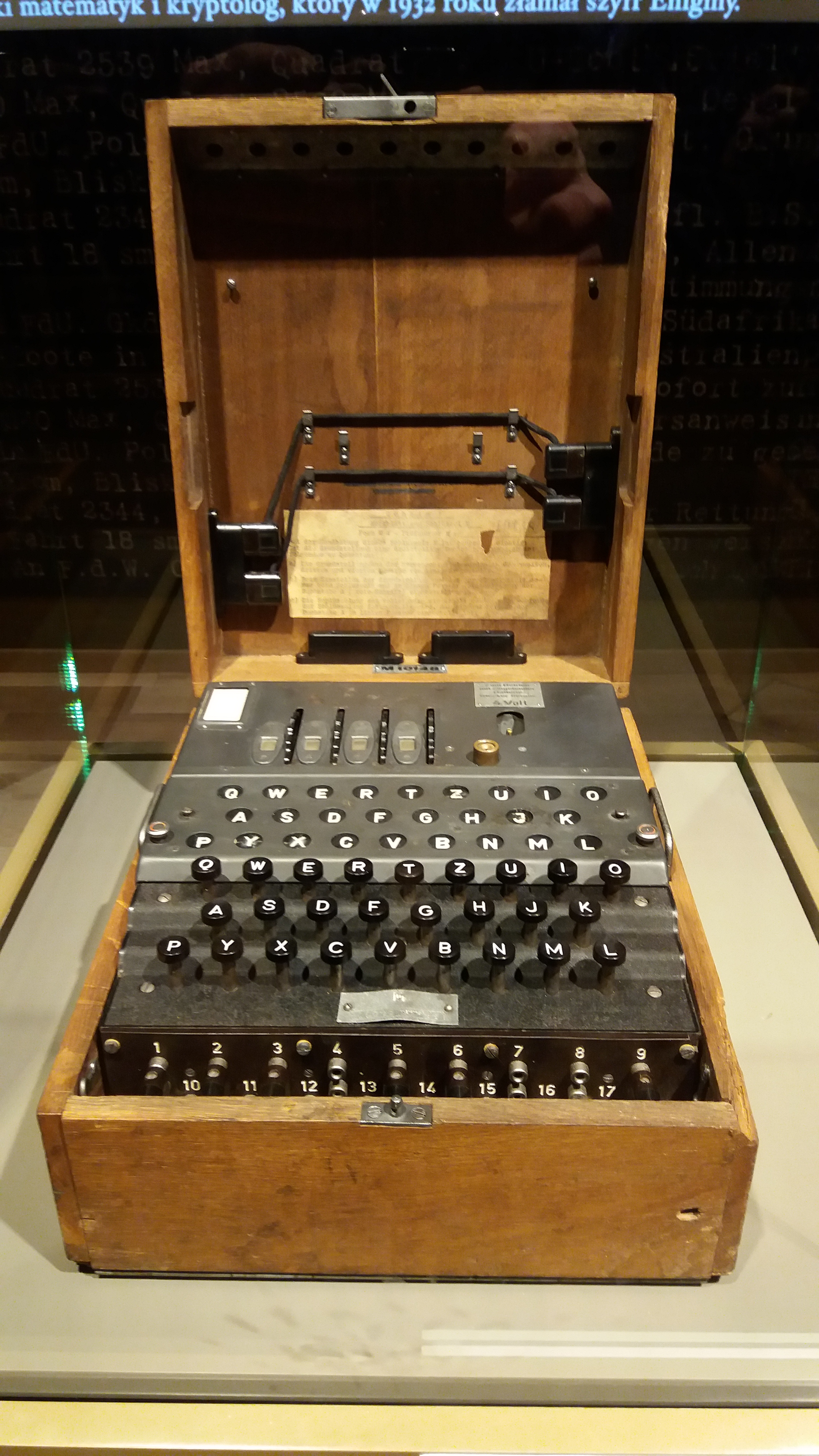
Enigma-krypteringsmaskin
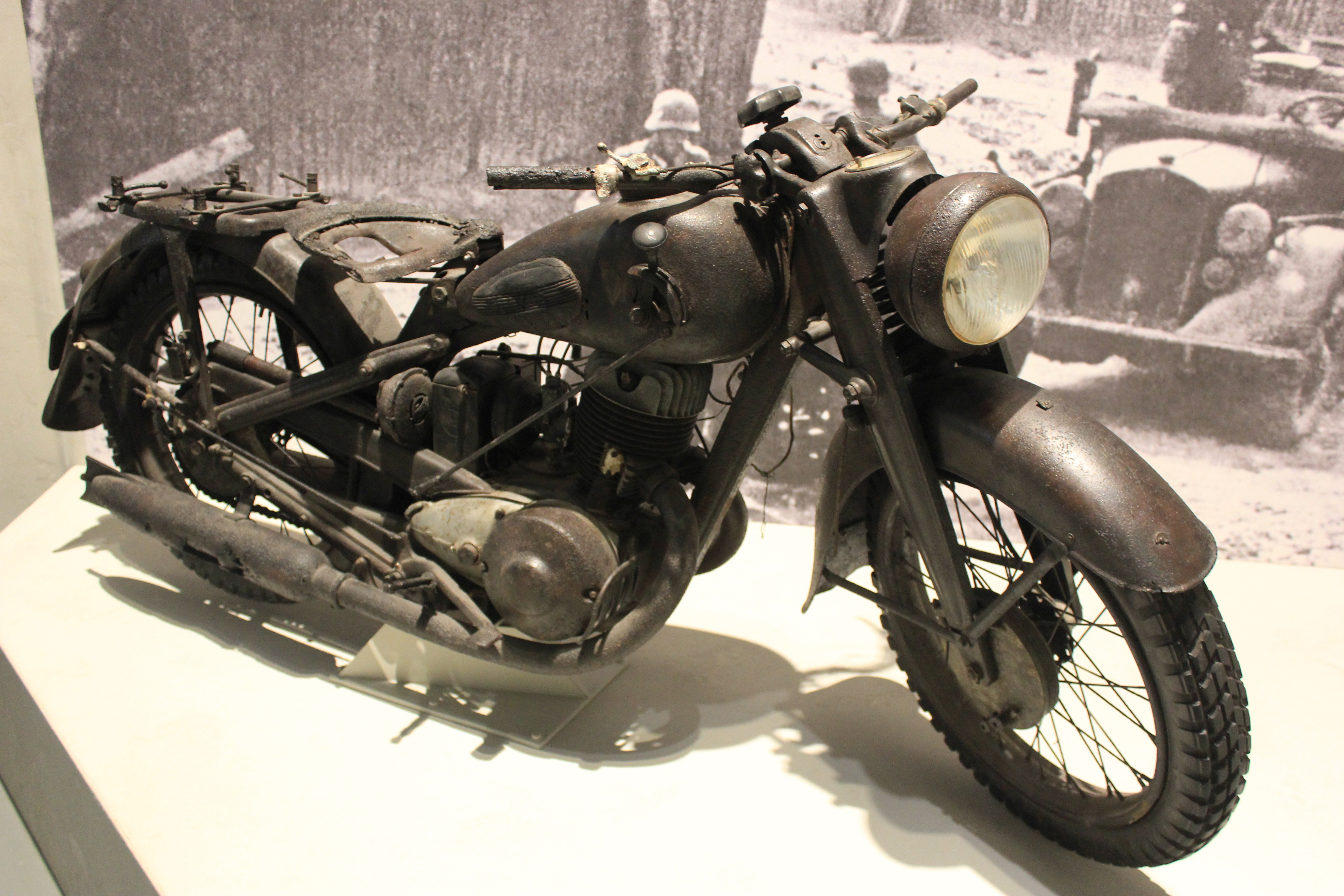
DKW-motorcykel
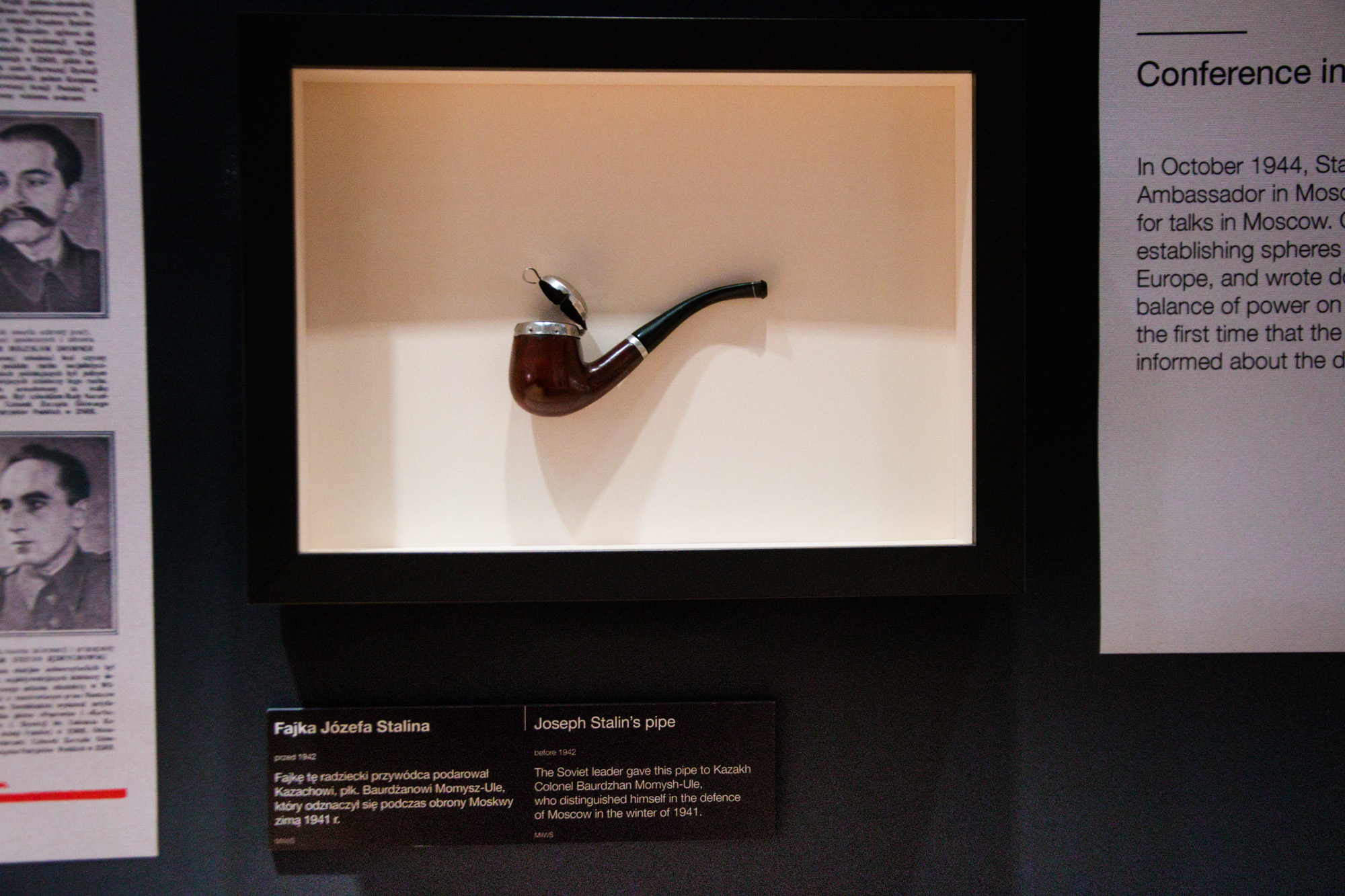
Josef Stalins pipa